# 尤希米夫卡
48°50′32″N 28°15′21″E / 48.84222°N 28.25583°E
尤希米夫卡（羅馬化：Yukhymivka）是烏克蘭的村落，位於該國西南部文尼察州，由日梅林卡區負責管轄，面積24平方公里，海拔高度263米，2001年人口1,211，人口密度每平方公里50.46人。